# Zamach na World Trade Center w 1993
Zamach na World Trade Center w 1993 roku – atak terrorystyczny, który został przeprowadzony 26 lutego 1993 roku w Nowym Jorku. Pod Północną Wieżą kompleksu World Trade Center eksplodowała ciężarówka wypełniona około 700 kg materiału wybuchowego, którym (według agentów Federalnego Biura Śledczego) był azotan amonu. W wyniku tego zamachu zginęło 6 osób, a ponad tysiąc odniosło obrażenia. Przywódca zamachowców Ramzi Yousef został skazany na karę dożywotniego pozbawienia wolności oraz dodatkowo na karę 240 lat pozbawienia wolności.
Bomba eksplodowała około godziny 12:17 czasu lokalnego. Zamachowcy planowali to, aby eksplodująca bomba rozerwała podziemną konstrukcję nośną wież i spowodowała zawalenie budynków. Wieże, jak olbrzymie kominy, wessały dym do góry szybami wentylacyjnymi. Pracowników z wyższych pięter ewakuowano z powodu zanieczyszczenia powietrza. Ranne osoby zostały ewakuowane śmigłowcem policyjnym z dachu, co udało się ostatni raz w historii wież. Wybuch zniszczył instalację elektryczną oraz dodatkowy generator prądu.

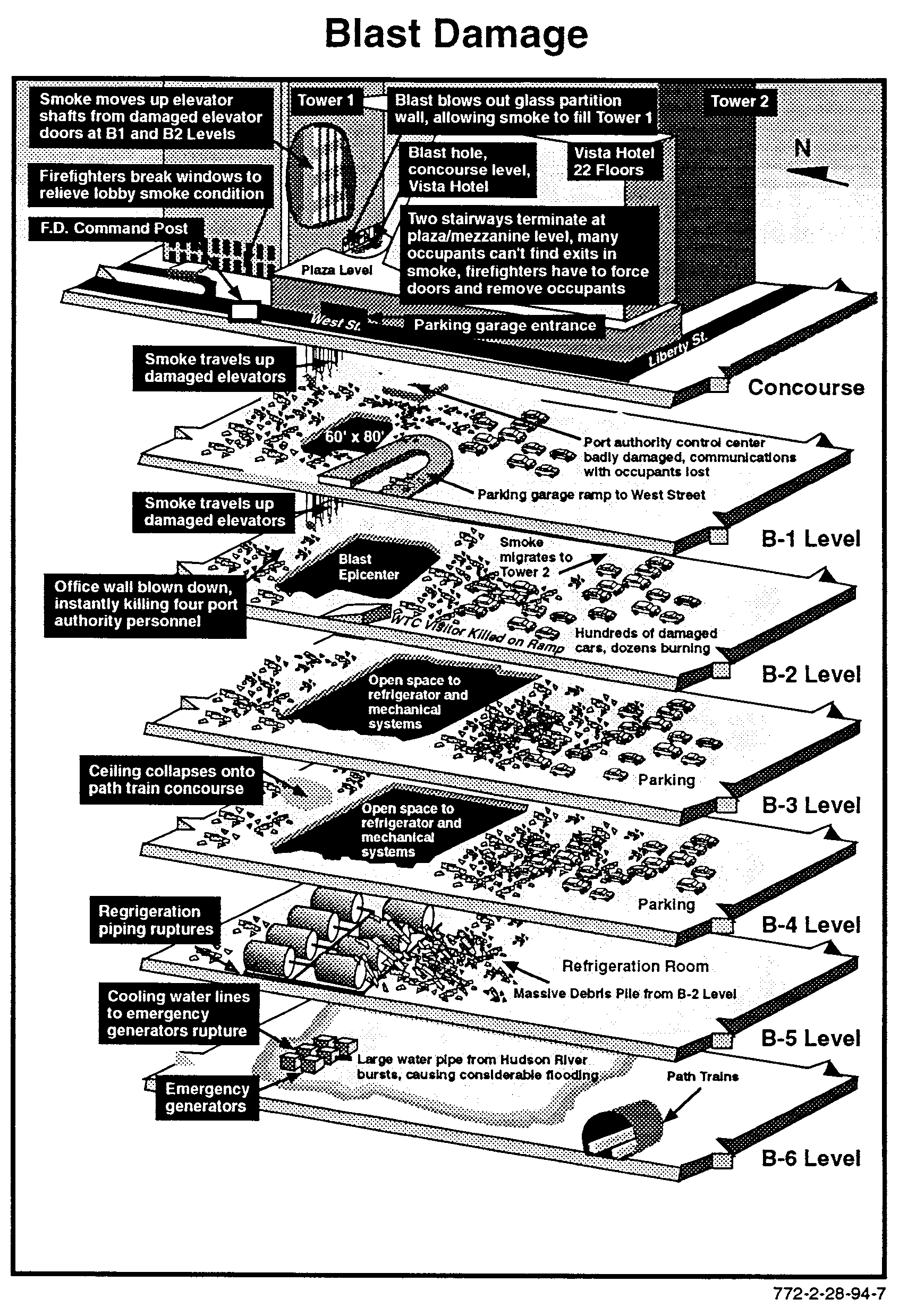
Grafika zniszczeń w WTC

Po ataku tym zaostrzono przepisy dotyczące bezpieczeństwa: w wieżach World Trade Center wprowadzono sztab kryzysowy, specjalny oddział wyposażony w szkolone psy mające rozpoznać obecność ładunków wybuchowych, zainstalowano dodatkowe gaśnice oraz czujniki dymu wraz z alarmem. Także regularnie przeprowadzane próbne ewakuacje (co 6 miesięcy) pracowników miały na celu poprawić bezpieczeństwo.